# Marqués de Vadillo
Marqués de Vadillo – stacja metra w Madrycie, na linii 5. Znajduje się w dzielnicy Carabanchel, w Madrycie i zlokalizowana jest pomiędzy stacjami Pirámides i Urgel. Została otwarta 6 czerwca 1968.